# سعدون حمادی
دکتر سعدون حمادی (به عربی: سعدون حُمَّادي) (زاده ۲۲ ژوئن ۱۹۳۰ – درگذشته ۱۴ مارس ۲۰۰۷) دکتر اقتصاد استاد دانشگاه و سیاستمدار عراقی بود.

## زندگی
حمادی متولد شهر کربلا بود. در سال ۱۹۴۹ در حالی که در دانشگاه آمریکایی بیروت تحصیل می کرد به حزب بعث  پیوست و یکی از بنیانگذاران این حزب در عراق بود. او در سال ۱۹۵۷ مدرک دکترای اقتصاد کشاورزی را از دانشگاه ویسکانسین - مدیسون آمریکا گرفت و پس از بازگشت به عنوان استاد در دانشکده کشاورزی دانشگاه بغداد مشغول به کار شد. او سمت‌های رهبری ارشد حزب را بر عهده گرفت. در سال ۱۹۶۳ وزیر اصلاحات ارضی شد. وی در سال ۱۹۶۸ ریاست شرکت نفت را بر عهده گرفت و در سال ۱۹۷۰ وزیر نفت شد.
دوره وزارت او شاهد ملی شدن نفت عراق (۱۹۷۲-۱۹۷۳) بود. در سال ۱۹۷۴ تا سال ۱۹۸۳ وزیر امور خارجه بود . در دهه ۱۹۸۰ معاون نخست وزیر و سپس نخست وزیر (۱۹۹۱) شد. در دهه ۱۹۹۰ او چندین جلسه ریاست شورای ملی را بر عهده داشت. او یکی از نظریه پردازان ایدئولوژیک حزب بعث به شمار می رود و مشارکت های فکری زیادی در آن داشته است. 
تا سقوط بغداد در ۲۰۰۳ به عنوان رئیس مجلس شورای ملی عراق خدمت کرد. حمادی بعداً در یک اردوگاه زندانی در عراق زندانی شد. در فوریه ۲۰۰۴، پس از نه ماه بازداشت، آزاد شد و متعاقباً در قطر اسکان یافت و در آنجا برای درمان پزشکی در خارج از کشور اقامت گزید. وی در ۱۴ مارس ۲۰۰۷ در بیمارستانی در آلمان بر اثر سرطان خون درگذشت.